# Indigofera vivax
Indigofera vivax är en ärtväxtart som beskrevs av Franz von Paula Schrank. Indigofera vivax ingår i släktet indigosläktet, och familjen ärtväxter. Inga underarter finns listade i Catalogue of Life.